# Otomino
Otomino (kaszub. Òtomino) – wieś kaszubska w Polsce położona w województwie pomorskim, w powiecie kartuskim, w gminie Żukowo i na turystycznym szlaku Kartuskim.
11 marca 2024 otwarto przystanek Otomino na wyremontowanej w latach 2022-2023 linii kolejowej nr 229. Linia kolejowa  dzieli wieś na dwie nieoficjalne części Otomino Dolne i Otomino Górne.
W latach 1975–1998 miejscowość administracyjnie należała do województwa gdańskiego.
Miejscowość o podobnej nazwie: Otomin